# Кинематограф Нигерии

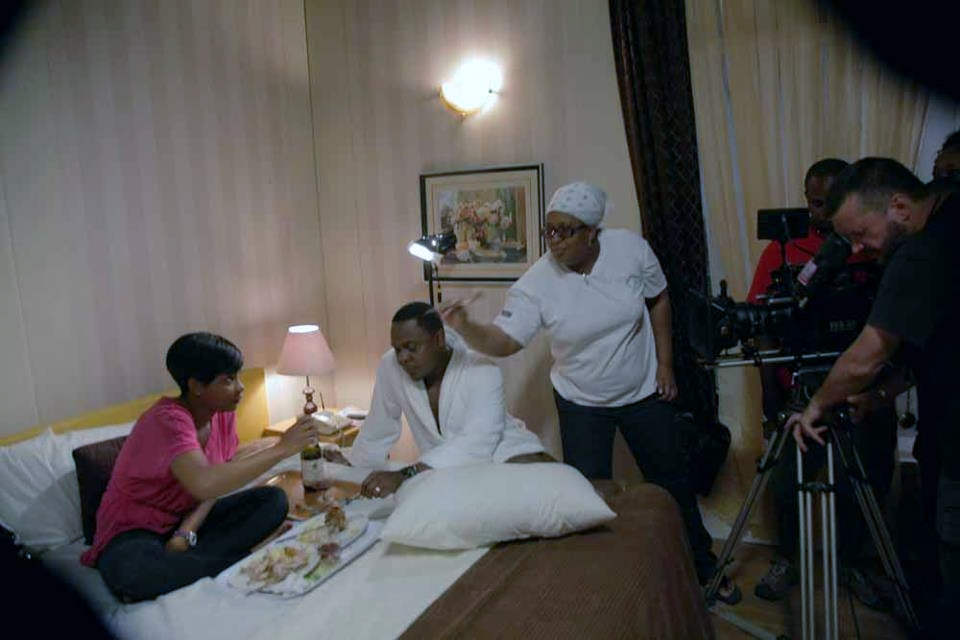
Съёмочный процесс

Кинематограф Нигерии (англ. Cinema of Nigeria) — кинематограф африканского государства Нигерия. Большинство фильмов были выпущены на английском языке.
Кинематограф Нигерии начал бурно развиваться в 1990-х и 2000-х годах, в итоге став второй по величине киноиндустрией в мире по числу ежегодных премьер фильмов, обойдя США и уступая только индийской киноиндустрии. Согласно отчёту CNN, Нигерия получает доход в 250 миллионов долларов от производства фильмов, выпуская около 200 фильмов в месяц.
Кинематограф Нигерии является крупнейшей киноиндустрией в Африке с точки зрения доходов и количества фильмов, производимых в год. Хотя фильмы в Нигерии снимались и до 1960 года, рост доступной цифровой съёмки и технологии редактирования стимулировал рост данной отрасли. Нигерийская киноиндустрия часто известна под названием Нолливуд, по аналогии с Голливудом и Болливудом.

## Название
Нигерийскую киноиндустрию принято обозначать словом «Нолливуд» по аналогии американского Голливуда и индийского Болливуда. Впервые данный термин упоминался в статье американского журнала The New York Times в 2002 году. Под Нолливудом принято считать нигерийский кинематограф в целом, а также ганский англоязычный кинематограф, который как правило создаётся в сотрудничестве с нигерийскими киноделами или распространяется нигерийскими компаниями. Также частью Нолливуда принято считать фильмы, повествующие о жизни африканской/нигерийской диаспоры за пределами Африки.
Нигерийские националисты оспаривают правильность слова «Нолливуд», указывая, что определение было дано иностранцами, что является продолжением традиции белого империализма, а также на то, что слово «Нолливуд» по умолчанию означает вторичность к отношению к Голливуду и Болливуду и подразумевает отсутствие идентичности нигерийского кинематографа.
Хаусаязычный кинематограф часто называют Каннивудом — по названию города Кано.

## Особенности нигерийского кино, жанры

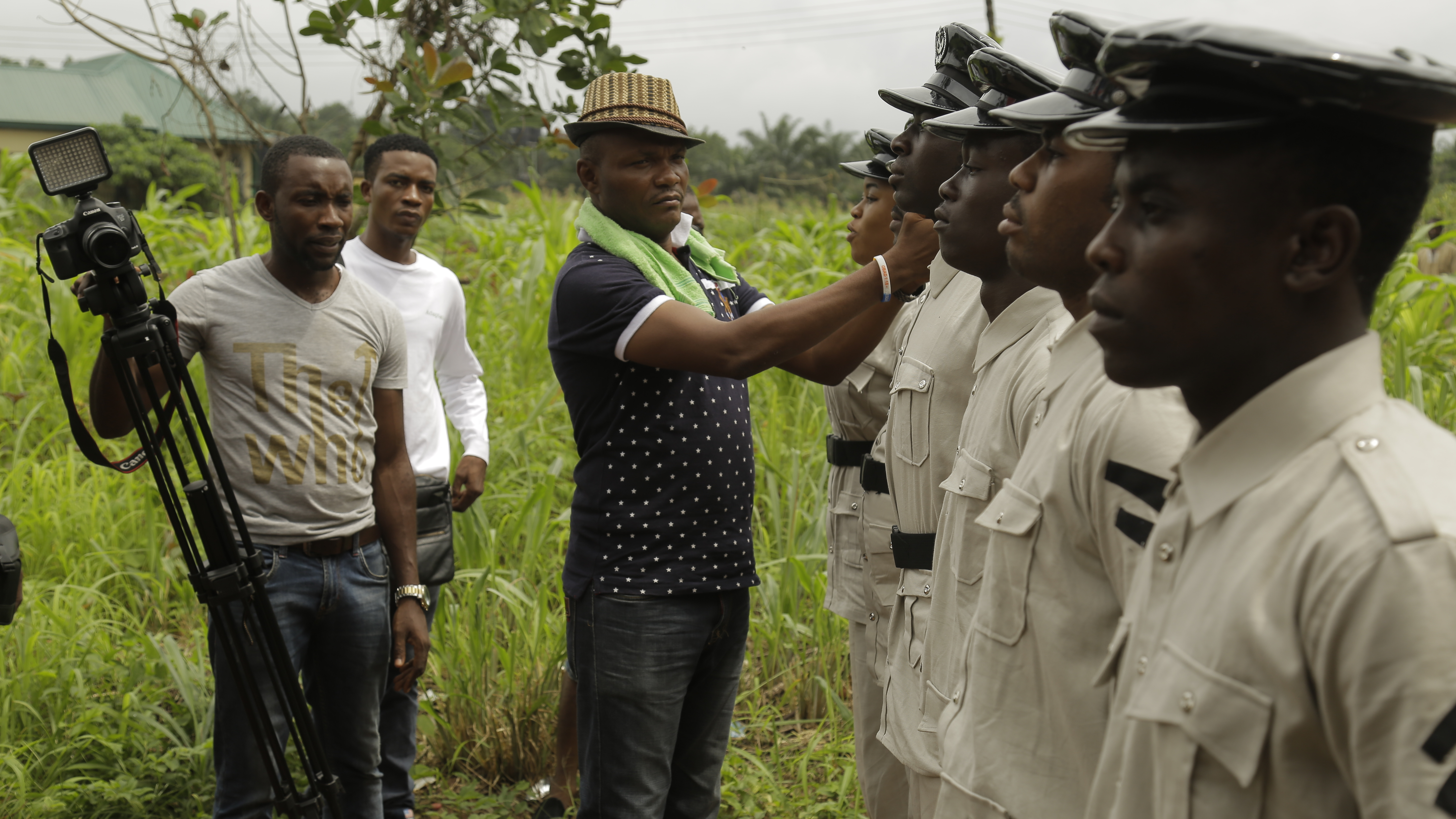
Съемочный процесс

Нигерийские фильмы чаще всего снимаются на языке йоруба с участием актёров-йоруба, так как данные фильмы самые популярные у зрителей; далее по популярности идёт английский язык. Также фильмы снимаются на языках хауса, игбо, ицэкири, эдо, эфик, иджо, урхобо и остальных 300 языках народов Нигерии.
В 2000-е годы в среднем качество нигерийского кино было очень низким, сцены снимались на дешёвые камеры, а фильм редактировался с помощью базовых видеомагнитофонов. Бюджет таких фильмов составлял примерно $15 000, но он мог составлять всего $1000. Излюбленные места съёмки фильмов — Лагос, Энугу, столица страны Абуджа и Асаба. Для нигерийского кино также типично отсутствие структуры и профессионализма. Все киноленты по состоянию на 2000-е годы выпускались сразу для домашнего видео. Фильм можно было снять всего за несколько дней, а режиссёром мог выступить грубо говоря любой человек. Часто сценарий писался прямо на съёмочной площадке, а все сцены снимались за один день. От актёров требовалось носить собственную одежду и самим наносить макияж, а в случае форс-мажорных обстоятельств, как например, отключение электричества, активность террористических группировок, давление со стороны рэкетиров, съёмки на время откладывались или переносились.

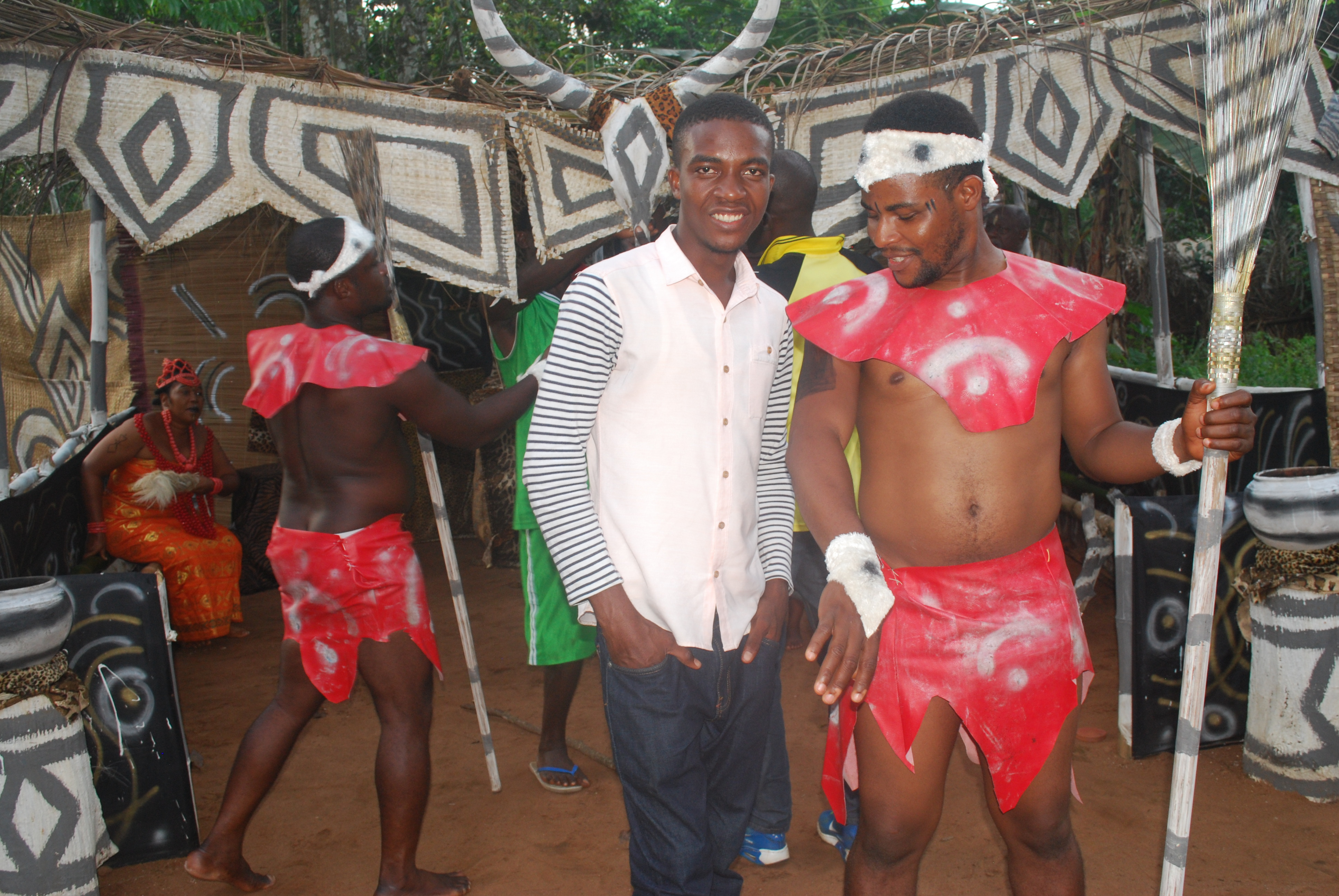
Съемочный процесс

Часто актёры и съёмочная группа становились жертвами нападений бандитов, которые вымогали деньги в обмен на «защиту». К 2010-м годам, наметилась тенденция значительного улучшения качества и роста бюджетных средств снимаемых фильмов вместе с ростом популярности кинозалов, вместе возник целый пласт высокобюджетных фильмов с высоким кинематогрофическим качеством. Из-за роста кинопроизводстства в Нигерии, многие съёмочные команды предпочитают ездить в соседнюю Гану, помимо прочего, актёры ганского происхождения стали принимать всё большее участие в съёмках нигерийских фильмов, едва ли не вытесняя нигерийских актёров. Исследования, проведённые Nigerian Entertainment Today в 2013 году показали, что ганские актёры составляли около 60% актёров новых нигерийских лент, а среди 184 фильмов, показанных на нигерийском потоковом веб-сайте Nollytuned.com, роли главных героев сыграли как минимум 93 ганских актёра. Иногда фильмы снимаются за пределами Африки и имеют собирательное название «Nollywood USA», так как снимаются в Европе или США с участием нигерийских и ганских актёров для изображения жизни африканской диаспоры и предназначены для нигерийской аудитории.
Преобладающими жанрами нигерийских фильмов как правило являются романтика, драма, комедия и мистика; экшен практически отсутствует. Фильмы часто затрагивают темы мести, предательства, ненависти, ритуалов, политики и так далее. Часто в сюжете возникает моральная дилемма, стоящая перед главными героями. Сами истории как правило просты, но очень драматичны: женщины плачут и жаждут денег; мужчины так же эмоциональны и очень мстительны. Большинство фильмов также прибегают к сверхъестественным и религиозным темам, включая чёрную магию и столкновение современной религии с традиционными верованиями. Обращение героев к чёрной магии из отчаянных или корыстных побуждений является стандартным элементом сюжета. Некоторые фильмы пропагандируют христианские или исламские верования. Другие, однако, также затрагивают вопросы религиозного разнообразия.
Прочие темы, как правило изображаемые в нигерийских фильмах включают: ритуальные действия, соперничество и конфликты, сексуальное насилие, организованную преступность, проституцию, убийство, жадность, скупость, нетерпение, ревность, зависть, гордость, высокомерие, неверность, предательство, оккультизм, распространение СПИДа, коррупцию и так далее и другие. При этом в сюжетах данных фильмов, плохие события происходят как правило в результате действий корыстных персонажей, жаждущих власть и деньги, а не в результате случайных обстоятельств или ошибок, совершённых героями. Таким образом идёт поляризация добрых и простых нигерийцев, которые становятся жертвами корыстных целей жадных людей, намеревающихся разбогатеть на чужом счастье.

### Каннивуд
Каннивуд — кинематограф на языке хауса, крупнейшего мусульманского народа Нигерии. Его особенность заключается в стремлении подражать индийскому кинематографу, поэтому знание актёрами языка хинди является залогом успеха. В отличие от кинематографа остальной части страны, каннивуд развивается не так широко, так как испытывает на себе сильное давление исламского истеблишмента в лице местных властей и консервативной части населения. Помимо прочего, исламистская группировка Боко Харам может угрожать актрисам расправой за «излишне безнравственное» поведение в фильмах (под безнравственным поведением могут подразумеваться простые физические контакты между мужчиной и женщиной). В 2003-м губернатор Кано Ибрагим Шекарау запустил кампанию против Каннивуда. Многие фильмы были признаны враждебными исламу, их запретили. В 2007-м фильмы Каннивуда стали запрещать один за другим, актёров и сценаристов начали отправлять в тюрьму, а книги, связанные с киноиндустрией, сжигали на кострах из-за того, что в продаже появилась кассета с постельной сценой, в которой участвовала популярная актриса. Начиная с 2010-х годов на фоне общей либерализации, местные власти отказались от преследования актёров и режиссёров, однако угроза сохраняется в лице исламистких организаций. Также, по слухам, террористы из «Боко Харам» во время очередных премьер на время прекращают свою деятельность и идут в кино.

## История
История кинематографа Нигерии восходит к самой истории европейского и американского кинематографа, особенно в конце XIX века с распространением кинетоскопа. Вскоре, в начале XX века они были заменены более усовершенствованными устройствами для показа кинофильмов. Первыми фильмами, показывавшимися в нигерийских кинотеатрах были американские и европейские фильмы и были предназначены для белой публики, которая представляла собой высшее, зажиточное сословие Нигерии. Самый первый фильм показывался в мемориальном зале Гловера в Лагосе с 12 по 22 августа 1903 года. В том же году местный политик Герберт Маколей пригласил в Нигерию испанскую студию Balboa and Company для выставочного тура немых фильмов в Нигерии..
Хотя позже студия «Balboa», базировавшаяся в Лагосе, закрылась, но она продолжила показывать фильмы в других странах Западной Африки, успех её выставки привёл к тому, что европейский торговец Стэнли Джонс начал показывать фильмы в том же Мемориальном зале Гловера, начиная с ноября 1903 года. Это привлекло в Нигерию многих европейских киноиздателей. Первый фильм данного периода демонстрировался 3 августа 1904 года и показывал документальную ленту о поездке в Англию короля Элаке из Эгбы из Абеокуты.

### Колониальная эпоха (конец XIX века — 1960-е года)
Начиная с 1920-х годов, киноделы из числа колонистов начали создавать фильмы для внутреннего рынка Нигерии. Подобные фильмы демонстрировались в основном в передвижных кинотеатрах. По состоянию на 1921 год, в центре Лагоса работали четыре кинотеатра, показывающие в среднем два фильма в неделю. Ещё два театра работали в периферийных районах Ошоди-Исоло и Эбуте Метта. В это же время, кино стало пользоваться большой популярностью в Лагосе, до начала очередного сеанса фильма, у дверей кинотеатра собиралась большая толпа молодых и пожилых людей. Церковь также способствовала распространению культуры кино, поскольку христианские миссионеры использовали кинотеатры для своей религиозной пропаганды.
Первый нигерийский фильм, «Лесть» (англ. Palaver) режиссёра Джоффри Баркаса был выпущен в 1926 году, это также первый фильм, где главных персонажей играли нигерийские актёры. Фильм был снят в населённых пунктах жителей суры и ангас в современных штатах Баучи и Плато, на севере Нигерии и повествует о соперничестве между британским окружным офицером и шахтёром, работавшим на оловянных рудниках. Конфликт в итоге перерастает в войну. В последующие десятилетия, в Нигерии был снят ряд других фильмов, самый известный из них — Сандерс с Реки (англ. Sanders of the River) британского режиссёра Золтана Корда с участием нигерийского актёра Орландо Мартинса. Мартинс снялся в таких известных нигерийских фильмах, как «Человек из Марокко» (1945), «Люди двух миров» (1946) и других лентах. Это сделало Мартинса одним из первых признанных нигерийских актёров своего времени.
На рубеже 1930-х и 1940-х годов, кинотеатры стали частью общественной жизни Лагоса, что ознаменовало создание первых крупных коммерческих сетей кинотеатров с филиалами в стратегических регионах страны. Одна из первых таких компанией стала West African Pictures Company, основанная Мистером С. Халилем, представителем сирийской диаспоры в Лагосе. Он открыл три новых сети кинотеатров — Rex Cinema в Эбуте Метта, Regal Cinema и Royal Cinema. Другими популярными сетями кинотеатров были Capitol Cinema, Casino Cinema, Kings Cinema, Central Cinema, Rialto Cinema, Corona Cinema, Odeon Cinema, Road House Cinema, Ikeja Arms Cinema и Glover Hall. В 1937 году колониальное правительство учредило «Совет по цензуре для решения вопросов, связанных с созданием и работой кинотеатров в колонии». Тем не менее, в фильмах той эпохи африканская и нигерийская культура в частности, была слабо или поверхностно представлена. В том числе и чернокожие актёры, которые играли второстепенную или отрицательную роль, поскольку создание и распространение фильмов контролировалось иностранцами и предназначалось для прежде всего для белой публики. Истинно нигерийскими театрами тогда можно было считать театральные кочевые постановки группами народа йоруба, которые возникли на рубеже 1930–1940-х годов. Самыми известными из них были театральные группы Агбегихо и Аларинхо с самыми известными актёрами среди них — Дуро Ладипо, Ишола Огунмола, Лере Паимо, Оуин Адехоби и другие.
На рубеже 1940-х и 1950-х годов, в кинотеатрах стали демонстрироваться фильмы с бо́льшим нигерийским содержанием, в стремлении «африканизации» кинопроизводства было учреждено «Нигерийское киноагентство для децентрализации колониального производства фильмов» (англ. Nigerian Film Unit, Coonial Film Unit). На протяжении следующего десятилетия компания The Colonial Film Unit с помощью передвижных кинотеатров демонстрировала местному населению просветительские фильмы об образовании и здоровье, также Colonial Film Unit выпускала кинохронику коротких документальных фильмов, рассказывавших о празднованиях и колониальных достижениях для отечественной и зарубежной аудитории. В 1957 году был снят первый цветной фильм, «Финчо» (англ. Fincho).

### Золотая эпоха (1950-е — 1980-е)
После обретения Нигерией независимости в 1960 году, кинематографический бизнес быстро расширился, появились новые кинотеатры. Тем не менее, произошёл значительный приток американских, индийских, китайских и японских фильмов; плакаты фильмов из этих стран были повсюду в театральных залах, и актёры из этих отраслей стали очень популярными в Нигерии. В конце 1960-х и в начале 1970-х годов, производство фильмов для показа в кинотеатрах постепенно увеличивалось, особенно в Западной Нигерии. Создателями фильмов выступали бывшие театральные постановщики, такие, как Хьюберт Огунде, Ола Балогун, Мосес Олайя, Джаб Аду, Изола Огунсола, Лади Ладебо, Санья Досуму и Садик Балева. Первые полностью коммерческие нигерийские фильмы, снятые на целлулоидной плёнке, были также сделаны этими режиссёрами в 1960-х годах. 

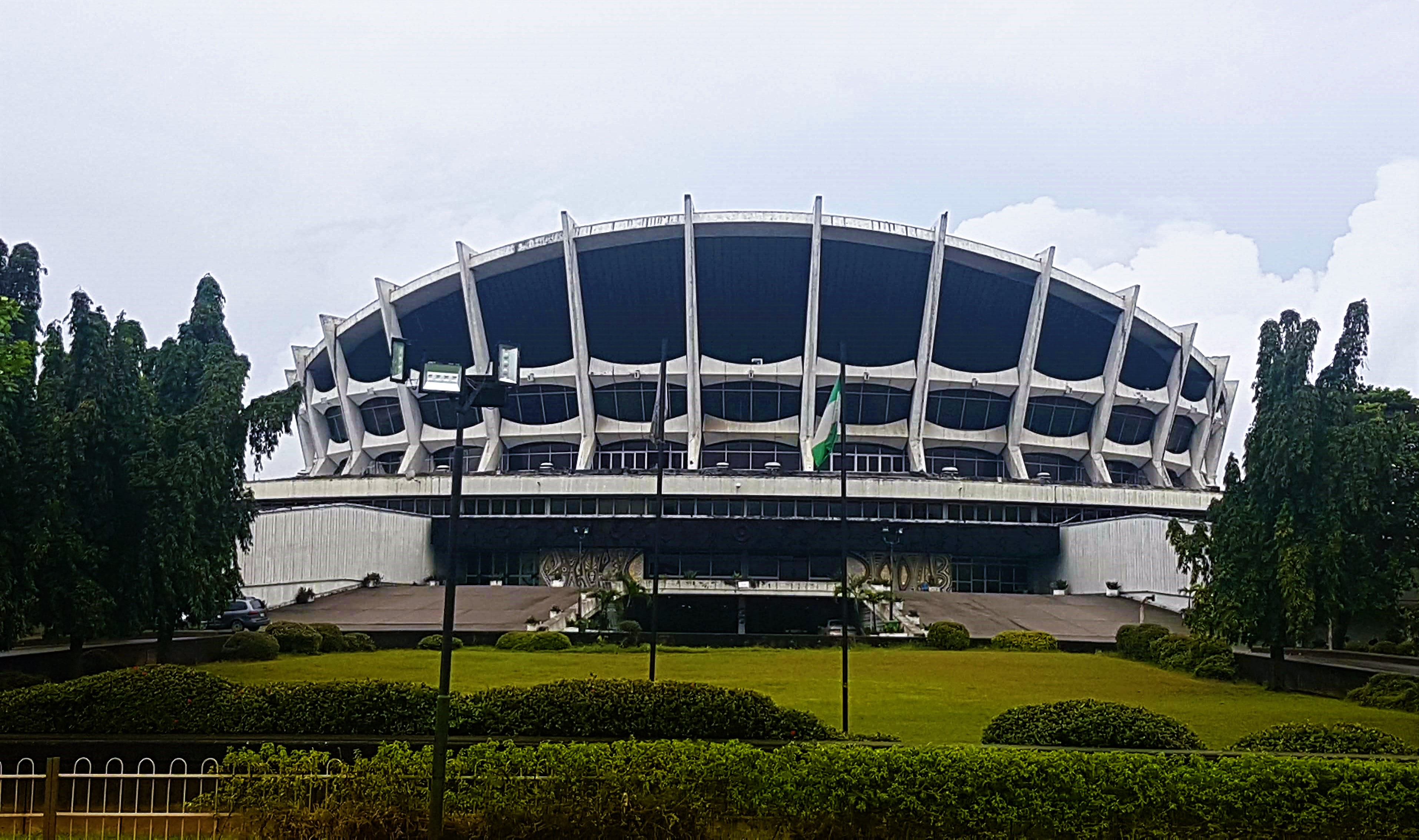
, Лагос. Крупнейший кинотеатр в Нигерии

В 1972 году нигерийский президент Якубу Говон, обеспокоенный притоком иностранного кино в Нигерию, издал указ о национализации кинематографа, что требовало передачи в собственность государства около 300 кинотеатров в стране, принадлежащим иностранцам. В результате этой политики нигерийцы стали принимать всё более активное участие в создании в управлении кинотеатров и создании кино, появились новые нигерийские драматурги, сценаристы и кинопродюсеры. Популярная нигерийская литература и местные театральные произведения находили свои киноадаптации. Нефтяной бум 1973 — 1978 года внёс огромный вклад в рост кинематографической культуры в Нигерии. Наличие иностранных инвестиций привело к возведению ряда новых кинотеатров. В 1976 году в Лагосе был построен Национальный художественный театр на 5000 мест в коммерческом районе Сурулере. В здании находится два зала, каждый из которых вмещает в себя более 700 человек. Кинобизнес создавал множество рабочих мест, а также выполнял важную социальную роль, поскольку нигерийцы посещали кинотеатры для отдыха и развлечений. Улучшение покупательной способности в Нигерии также позволило широкому кругу граждан с достаточными доходами тратить их на кино и домашние телевизоры.
Телевещание в Нигерии началось в 1960-х годах и получило большую государственную поддержку в первые годы своего существования. К середине 1980-х годов в каждом штате Нигерии была своя собственная радиостанция. Закон ограничивал трансляцию иностранного контента на телевидении, поэтому продюсеры в Лагосе начали создавать множество местных и популярных театральных постановок. Многие из них также распространялись на видео-кассетах, таким образом давая толчок к развитию торговли видеофильмами. В конце 1980-х годов кинопроизводство начало сильно падать и большинство нигерийских кинопродюсеров перешли на телевидение. Постепенный упадок золотой эры нигерийского кинематографа объясняется несколькими факторами, в том числе снижением стоимости национальной валюты найры, отсутствие финансовой и маркетинговой поддержки, стандартных киностудий и производственного оборудования, частые правительственные программы структурных перестроек из-за военных диктатур, а также неопытность многих киноделов. Резкий упадок кинокультуры привёл к тому, что некоторые из существующих кинотеатров были приобретены религиозными организациями и превращены в церкви; другие были просто закрыты. В начале 1990-х годов все ещё работали лишь несколько кинотеатров, и все были закрыты к 1999 году.

### Эпоха домашнего кино (1980-е — 2010-е)
Появление рынка видеофильмов в Нигерии восходит к 1980-м годам, когда быстрый рост набирало производство телевизионных фильмов и сериалов. Фильм ужасов «Злая встреча» (англ. Evil Encounter) 1980 года выпуска режиссёра Джими Одумосу, стал первой картиной, созданной непосредственно для показа по телевидению и на видео-кассетах. Фильм стал показателем того, на сколько данный вид дистрибуции оказался прибыльным. Фильм широко рекламировался ещё до того, как был показан по телевидению, и в результате на следующее утро улицы Лагоса были завалены видео-копиями записанной передачи. Сообщалось, что фильм стал мгновенным хитом на рынке Алаба в коммерческом районе, который позже стал центром распространения видео, в том числе и пиратских. После данных событий, распространение копий фильмов и сериалов на местных уличных рынках стало обычным явлением в южно-нигерийских городах. Данный метод распространения заинтересовал и производителей с дистрибьюторами, которые пытались вытянуть киноиндустрию из кризисного положения, которая на момент 80-х годов находилась в состоянии упадка. Первым фильмом, снятым для видео, стал «Сосо Меджи» (англ. Soso Meji) продюсера Аде Аджибой. Фильм также демонстрировался в нескольких доступных кинотеатрах того времени. Другим блокбастером того времени был «Папа Аджаско» 1984 года. За три дня прибыль от продаж составила 61 000 найр (около $21,5 млн по курсу 2015 года). Вскоре, в 1989 году Аладе Аромире продюсировал фильм «Экун» (англ. Ekun) для видео, который был показан в Национальном театре Иганму.

Постер нигерийского фильма «Сакоби: Девушка-змея» 1998 года. В 1980-е и 90-е годы для рекламы фильмов (как и отечественных, так и иностранных) использовались самодельные постеры из-за отсутствия ресурсов распространять печатные копии постеров.

 Однако традиционно годом основания видео-Нолливуда считается 1992-й год, когда продавец электроники Кеннет Ннебуе за месяц отснял фильм «Жизнь в трущобе» (англ. Live in Bondage) с бюджетом в $12000. По сюжету, наркоман вступает в таинственную секту, убивает свою жену, получив неслыханные богатства, но призрак убитой жены преследовал его всю жизнь. Тираж фильма составил около миллиона копий.
Также существовал прокат фильмов в видеосалонах. Особенно часто встречались передвижные видеосалоны, сеансы могли устраиваться как на открытом воздухе, так и в домах и ресторанах. Публика сидела на лавках и стульях, а иногда прямо на земле/полу. Постеры для фильмов, прокатывавшихся в видеосалонах часто рисовались местными умельцами на тканых мешках из-под муки. Сегодня такие постеры являются предметом коллекционирования и рассматриваются как произведения наивного искусства. Помимо Нигерии, подобная практика встречалась и в соседней Гане.

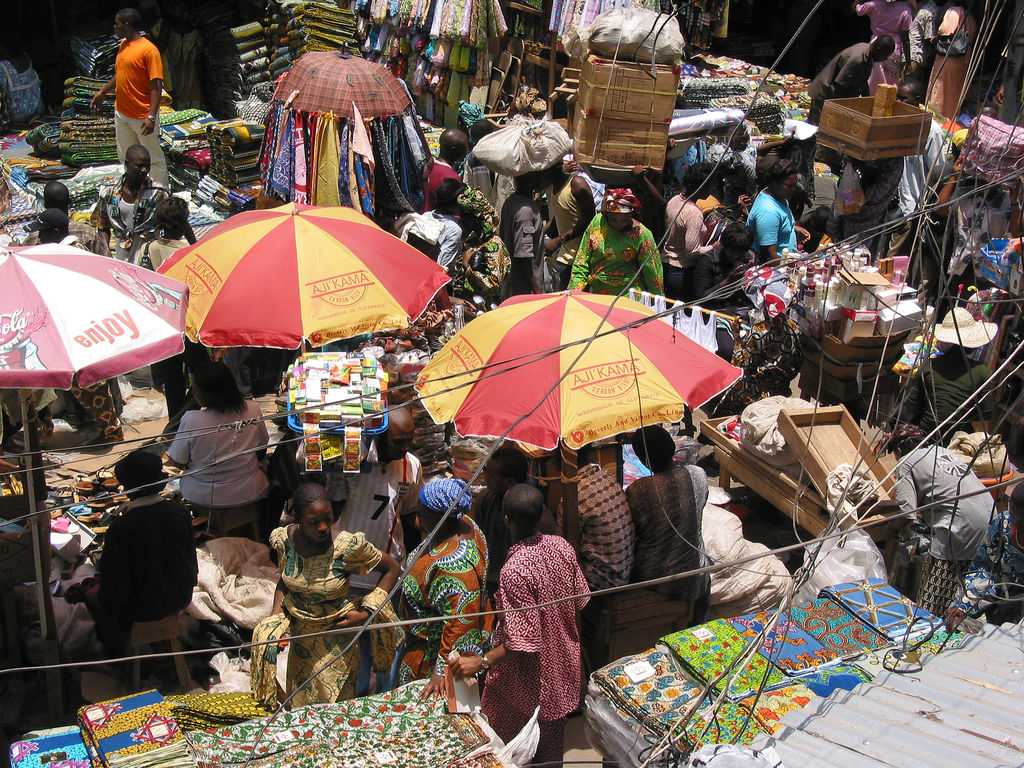
2005 год, рынки — основное место, где можно купить диски с нигерийскими фильмами и сериалами

По состоянию на 2004 год в Нигерии производилось не менее четырёх-пяти фильмов каждый день. Нигерийские фильмы уже доминировали на телевизионных экранах по всему африканскому континенту и, соответственно, в африканских диаспорах. Актёры фильма также стали звёздами на всем континенте, а нигерийские фильмы значительно повлияли на культуру во многих африканских странах: от способа одевания до речи и использования нигерийских сленговых выражений. Это было связано с тем, что нигерийские фильмы рассказывали «родственные» африканцам истории, которые заставляли иностранные фильмы пылится на полках видеомагазинов, даже если они стоили гораздо дешевле.
По данным 2015 года «Кооператива кинематографистов Нигерии», каждый фильм в Нигерии имел потенциальную аудиторию в 15 миллионов человек в Нигерии и около 5 миллионов за пределами Нигерии. В одночасье нигерийская индустрия стала третьей по величине производителем фильмов в мире после индийской и американской. Тем не менее Нолливуд нельзя назвать коммерческой киноиндустрией по сравнению с другими крупными кинематографическими центрами мира, общая стоимость кинопромышленности Нигерии составляла 250 миллионов долларов США, а подавляющее большинство кинокартин были сделаны на небольшие бюджетные средства. По состоянию на 2007 год, при общем количестве 6 841 зарегистрированных видеосалонов и примерно 500 000 незарегистрированных, предполагаемый доход от продаж и проката фильмов в штате Лагос оценивался в 804 миллионов найр ($5 миллионов) в неделю, что составляет примерно 33,5 миллиардов найр ($209 миллионов) для штата Лагос в год. На рынке Алаба продавалось приблизительно по 700 000 дисков в день, при этом общий доход от кинопромышленности в Нигерии оценивался в 522 миллиарда найр ($3 миллиарда) в год, а объём вещательного контента оценивался в 250 миллиардов найр ($1,6 миллиарда).
На пике популярности домашних видео, примерно в 2008 году, нигерийская киноиндустрия стала второй крупнейшей в мире по количеству созданных фильмов, уступая только болливуду. Только в месяц выпускалось около 200 фильмов. Тем не менее, к этому моменту Нолливуд деградировал в «слепую» индустрию, подконтрольную несколькими людьми, не имеющими дело с киноискусством и созданием фильмов, а также из-за процветающего пиратства. Борьба с пиратством сопровождалась с рядом серьёзных и проблем, после прикрытия Алабского картеля (англ. Alaba cartel), контролировавшего 90% нелегального рынка продажи дисков, большинство её инвесторов нашли другие способы распространять пиратские копии. Тем не менее, намечалась тенденция снижения популярности домашних видео. Причинами явились отказ государства предоставить поддержку и финансирование, отсутствие формальной и эффективной местной кинопрокатной инфраструктуры и рост себестоимости производства в Нигерии.

### Новое нигерийское кино (2000-е — настоящее время)
После постепенного спада интереса к покупке домашних видео, в начале XXI века происходит постепенное возрождение нигерийского кинотеатра в похожем формате, что он существовал в эпоху золотого кинематографа. В Нигерии постепенно начали набирать популярность кинотеатры, изначально предназначенные для среднего и высшего класса. Первой компанией, запустившей сеть современных кинотеатров, в основном в богатых районах крупных городов Нигерии, стала «Silverbird Group». В 2004 году свою сеть кинотеатров запустил Silverbird Galleria на острове Виктория в Лагосе. Silverbird Galleria — это большой торговый центр с высококлассным кинотеатром и различными торговыми точками, где проводятся торговые мероприятия. Это также мотивирует людей посещать заведение, где они могут позволить себе иные развлечения, помимо просмотра кино. Это также могло и быть причиной упадка кинотеатров в золотую эпоху, так, как они все находились в нерентабельном состоянии. 

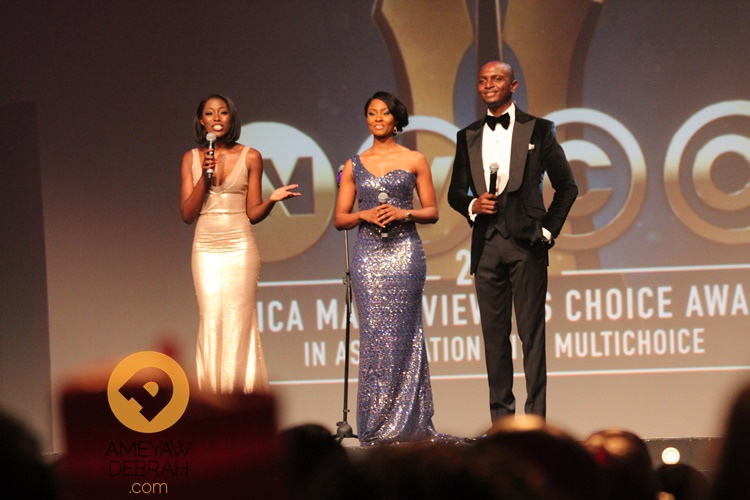
Нигерийские актёры на вручении премии Africa Magic Viewers' Choice Awards

Кинотеатры Silverbird начали показ нигерийских фильмов с высоким качеством производства, в результате понижая интерес к низкокачественной продукции. Первым таким фильмом стала картина на языке йоруба — «Ирапада» (2006 г.) режиссёра Кунле Афолаяна, показанная в ТЦ Silverbird Galleria. Фильм стал очень успешным и в результате компания открыла ещё несколько кинотеатров в Лагосе и других городах Нигерии. Вскоре, после создания кинотеатров Silverbird были запущены сети кинотеатров Genesis Deluxe и Ozone Cinemas, что создало конкуренцию в кинобизнесе. Намного позже, в 2010-х, свою сеть открыла компания FilmHouse, что привело к появлению большего количества кинотеатров в стране и уже за пределами богатых районов.

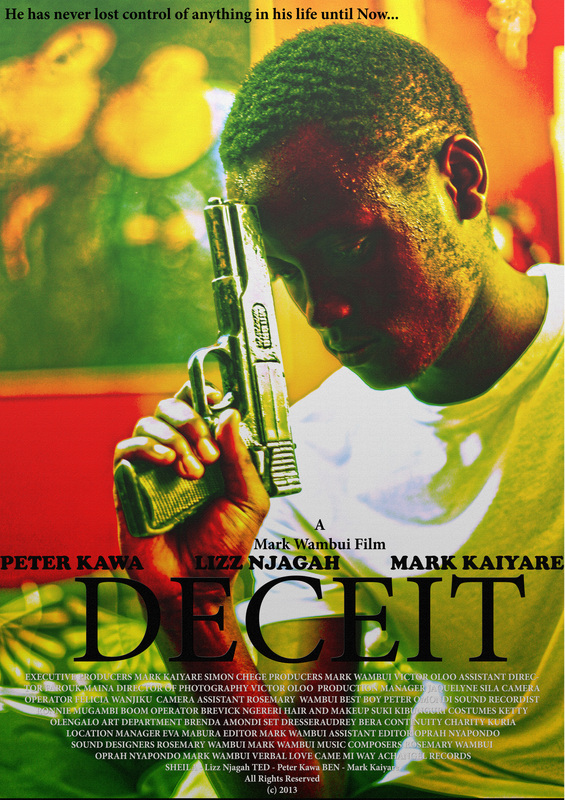
Обман (Deceit), фильм-драма 2013 года выпуска

Правительство Нигерии выделило несколько грантов для поддержки качественного контента в нигерийских фильмах. В 2006 году правительство Нигерии запустило проект Project Nollywood совместно с банком «Ecobank». В рамках этого проекта нигерийским кинематографистам предоставлялось по ₦100 миллионов ($781 000) для производства высококачественных фильмов и финансирования многомиллионной распределительной сети Naira по всей стране в течение этого периода.
В 2010 году администрация президента Гудлака Джонатана учредила Фонд «Индустрии творчества и развлечений» на сумму в ₦30 миллиардов. ($200 миллионов), финансируемый «Промышленным Банком» (BOI) совместно с нигерийским экспортно-импортным банком (NEXIM). Этот грант, хотя и был назван побочным продуктом «Project Nollywood», был предназначен для всего нигерийского сектора творческого искусства и развлечений. Цель гранта заключалась в том, чтобы помочь большему количеству нигерийских кинематографистов в обучении, финансировании, а также в создании необходимой инфраструктуры для киноиндустрии. В 2013 году новый грант в размере 3 миллиарда найр ($20 миллионов) был вновь присуждён исключительно для развития Нолливуда, в частности, для производства высококачественных фильмов и для спонсоров кинопроизводителей для обучения в киношколах. В 2015 году Банк Промышленности запустил ещё одну программу «NollyFund» с целью предоставления финансовой поддержки в виде кредитов для кинопродюсеров.
Популярный фильм триллер 2009 года «Статуэтка», как правило, считается переломным моментом, который привлёк внимание средств массовой информации к революции «Нового нигерийского кино». Фильм ждал коммерческий успех в Нигерии и хорошие критические отзывы, он также был показан на международных кинофестивалях. Фильм 2010 года «Ихе» режиссёра Чинизу Аньяина превзошёл «Статуэтку» по кассовым сборам в Нигерии и сохранял такую позицию до 2014 года, пока её по кассовым сборам не превзошла лента «Половина жёлтого солнца» режиссёра Байи Банделе. В 2016 году самым прибыльным фильмом стал «Свадебная вечеринка» Кеми Адетибы.
К концу 2013 года доходы в нигерийской киноиндустрии достигли уже ₦1,72 триллиона ($11 миллиардов). По состоянию на 2014 год, промышленность кино стоила ₦853,9 миллиардов ($ 5,1 миллиардов), находясь на третьем месте после США и Индии. Киноиндустрия составляла 1,4% от экономики Нигерии, это было связано с увеличением количества создаваемых качественных фильмов и более формальными методами их распространения.
В отличие от эпохи домашнего видео, фильмы нового нигерийского кино имеют как правило уже намного лучшее качество, для создания которых инвестировали гораздо большие бюджетные средства. Стоимость А-ленты варьировалась уже в среднем от 40 миллионов ($250 000) до 120 миллионов найр ($750 000). Длительность производства этих фильмов длится от нескольких месяцев до нескольких лет, что значительно отличается от фильмов в видеоформате, которые обычно снимаются за считанные дни или недели. Другие заметные улучшения фильмов нового Нолливуда включают в себя более качественная игра актёров, большая масштабность историй, универсальность, космополитичность в фильмах в отличие от мыльных мелодрам в эпоху видеоформата. Многие режиссёры фильмов новой волны являются молодыми людьми в начале своей карьеры. Тем не менее проблема соблюдения авторских прав и процветание пиратства по-прежнему является серьёзной проблемой для нового нигерийского кино. Ущерб от пиратства, согласно исследованиям нигерийского издания Business Day, составил 7,5 млрд найр ($46 млн) ежегодно.
В 2008 году предпринимателем и киноманом Чиоме была учреждена кинопремия «Africa Movie Academy Awards» (AMAA). Целью данной премии является распространение нигерийских фильмов по всему миру.

## Популярность и влияние
В 2009 году организация ЮНЕСКО оценила Нолливуд, как вторую по величине киноиндустрию в мире после индийского кино с точки зрения производства.

### Африка
С 2000-х годов нигерийские фильмы стали доминировать на телевизионных экранах по всему африканскому континенту и, соответственно, среди африканских диаспор. Имена актёров нигерийских фильмов стали нарицательными во всём континенте, а нигерийские фильмы значительно влияют на культуру во многих африканских странах; от способов одеваться до речи и использования нигерийского сленга. Причина большой популярности заключается в том, что нигерийские фильмы как правило затрагивают родственные и понятные африканскому населению темы, в результате африканцы предпочитают просмотр недорогих нигерийских лент высокобюджетным иностранным фильмам.
Огромная популярность нигерийского кино также вызывала гнев у консерваторов и националистов с других африканских стран со своими последствиями. Например, были зарегистрированы случаи, когда полиция в Гане совершала набег на магазины, торгующие нигерийскими фильмами; по их словам, «они изо всех сил пытаются не быть колонизированными нигерийскими фильмами». Несколько государств также ввели протекционистские меры, некоторые из которых включают введение налогов для киноделов, которые хотят снимать фильмы в данных странах. В июле 2010 года Гана начала требовать $1000 от нигерийских актёров и $5000 от продюсеров и режиссёров при посещении страны. Демократическая Республика Конго также пыталась запретить нигерийские фильмы. Жан Руш, защитник искусства коренных народов Нигера, сравнил Нолливуд со СПИДом. Он заявил, что происходит «нигерианизация» Африки, опасаясь, что весь континент ждёт постепенная ассимиляция в нигерийскую культуру и образ жизни».
Кинематограф Нигерии также широко представлен ганскими актёрами, которые распространяют влияние ганской культуры через нигерийский кинематограф и способствуют развитию ганского кинематографа. Сторонние зрители не из Нигерии или Ганы склонны путать нигерийских и ганских актёров. 

### Европа
Нигерийская киноиндустрия имеет свою крупную зрительскую аудиторию в лице африканских диаспор в Европе и особенно Великобритании.